# Markus Schweiger (Eissportler)
Markus Schweiger (* im 20. Jahrhundert, geschätzt im Zeitraum 1910–1932) ist ein ehemaliger deutscher Eissportler.

## Werdegang
Markus Schweiger stammt aus Garmisch-Partenkirchen, einem der führenden deutschen Wintersportorte in Oberbayern. In den 1950er Jahren gehörte der SC  Riessersee zu den erfolgreichsten deutschen Eissportvereinen, der besonders im Eisstockschießen einen Spitzenplatz einnahm. Da Markus Schweiger sich für diese Sportart besonders interessierte, wurde er Mitglied dieses Vereins. Seine Leistungen rechtfertigten es, dass er bald in die erste Mannschaft des SC Riessersee aufrückte und zusammen mit Martin Reiser, dessen Bruder Georg und Hermann Ostler an nationalen und internationalen Wettbewerben teilnahm. In dieser Besetzung wurde der SC Riessersee 1952, 1953 und 1954 Europameister im Eisstockschießen.
Für diese Erfolge wurden ihm und der Deutschen Eisstockmannschaft am 19. Februar 1956 von Bundespräsident Theodor Heuß das Silberne Lorbeerblatt verliehen.